# Grigg (månekrater)
Grigg er et nedslagskrater på Månen. Det befinder sig på den nordlige halvkugle på Månens bagside og er opkaldt efter den new zealandske astronom John Grigg (1838-1920).
Navnet blev officielt tildelt af den Internationale Astronomiske Union (IAU) i 1970. 

## Omgivelser
Griggkrateret ligger i den nordlige udkant af det enorme bassin Hertzsprung, sydvest for Fersmankrateret og sydøst for Poyntingkrateret.

## Karakteristika
Grigg er cirkulært, og et lille nedslagskrater trænger ind i den østlige rand. Et andet lille krater dækker den nordvestlige del af kraterbunden.

## Satellitkratere
De kratere, som kaldes satellitter, er små kratere beliggende i eller nær hovedkrateret. Deres dannelse er sædvanligvis sket uafhængigt af dette, men de får samme navn som hovedkrateret med tilføjelse af et stort bogstav. På kort over Månen er det en konvention at identificere dem ved at placere dette bogstav på den side af satellitkraterets midte, som ligger nærmest hovedkrateret. Griggkrateret har følgende satellitkratere:
| Grigg | Længde  | Bredde   | Diameter |
| ----- | ------- | -------- | -------- |
| P     | 11,4° N | 131,1° V | 32 km    |

## Måneatlas
- Billeder af Griggkrateret i LPI-måneatlasset